# Кинг, Ваня
Ваня Кинг (англ. Vania King, кит. 金久慈; род. 3 февраля 1989, Монтерей-Парк, Калифорния) — американская профессиональная теннисистка китайского происхождения, бывшая третья ракетка мира в парном разряде. Двукратная победительница турниров Большого шлема в парном разряде (Уимблдон и Открытый чемпионат США 2010 года); финалистка двух турниров Большого шлема (по разу — в паре и в миксте); победительница 16 турниров WTA (один — в одиночном разряде); финалистка парного турнира Orange Bowl (2004).

## Общая информация
Ваня Кинг родилась в семье иммигрантов с Тайваня. Её родители, Дэвид и Карен, иммигрировали в США в начале 1980-х годов. Брат Вани, Филлип, выпускник Университета Дьюка, был двукратным чемпионом США среди юниоров (в 1999 и 2000 годах). Сестра Вани, Айвена, студентка Принстона, была названа лучшим парным игроком Лиги плюща в 2006 году. Имя Ваня (англ. Vania) было выбрано для младшего ребёнка в семье по двум причинам: это анаграмма имени старшей сестры Айвены (англ. Ivana), а кроме того, родителям Вани понравилось русское значение имени — «дар Божий».

## Спортивная карьера

### 2003—2007
Ваня начала играть в теннис с четырёх лет; её первым наставником стал отец. В 14 лет, в 2003 году, она достигла четвёртой позиции в мировом рейтинге среди девушек в возрасте до 18 лет. В 2005 году она дошла до финала Открытого чемпионата США среди девушек в паре с Алексой Глатч.
Уже в 2003 году Ваня начала выступать в турнирах ITF в США, а в следующем году выиграла свой первый турнир ITF в парном разряде (в Форт-Уэрте, США). В 2005 году, пройдя через сито квалификации, Ваня, на тот момент 741-я в рейтинге, дебютировала в основной сетке на взрослых турнирах серии Большого шлема и вышла во второй круг Открытого чемпионата США.
В 2006 году Ваня сделала следующий шаг в своей карьере. В феврале она доиграла до полуфинала турнира в Бангалоре. В апреле поднялась в топ-100 одиночного рейтинга, а также её впервые пригласили выступать за сборную США в рамках Кубка Федерации, где она провела за сезон три игры. С Еленой Костанич-Тошич в конце сентября вышла в финал турнира WTA в парном разряде в Гуанчжоу, а на следующей неделе они уже взяли титул на турнире в Токио в парах. На следующем турнире WTA в Бангкоке Кинг победила как в одиночном, так и в парном разряде (вновь с Костанич-Тошич).  В итоге она закончила сезон в числе ста лучших теннисисток мира в парах и в топ-50 в одиночном разряде. После этого её одиночная карьера застопорилась, но в парах она по-прежнему выступала успешно. За 2007 год она пять раз доходила до финала турниров в парном разряде, в том числе на турнире I категории в Токио, и в двух случаях добилась победы (в Фесе и Калькутте). Она также дошла до третьего круга на Открытом чемпионате США, закончив год на 27 месте в рейтинге среди игроков в парах.

### 2008—2009
В 2008 году Ваня Кинг три раза играла в финалах турниров WTA, причём с Надеждой Петровой сумела выиграть турнир I категории в Токио, а с Анной-Леной Грёнефельд турнир в Квебеке. С Аллой Кудрявцевой дошла до третьего круга на Уимблдоне, где они проиграли посеянным первыми Каре Блэк и Лизель Хубер. Эти результаты позволили Кинг сохранить место в числе 50 сильнейших парных игроков. В одиночном разряде после выхода во второй круг Открытого чемпионата Франции она на короткое время вернулась в сотню сильнейших, но закрепиться там не смогла.
За 2009 год Кинг дважды доходила до финала турниров WTA и оба раза добивалась победы. Она также дошла сначала до третьего круга на Открытом чемпионате Франции (с Моникой Никулеску), а потом до четвертьфинала на Уимблдоне (с Анной-Леной Грёнефельд). Во Франции её остановили посеянные первыми Блэк и Хубер, а на Уимблдоне — будущие победительницы Винус и Серена Уильямс. Она также вышла в свой первый финал турнира Большого шлема, в смешанном разряде с Марсело Мело на Открытом чемпионате Франции, где они победили две посеянных пары. На Открытом чемпионате США она дошла до третьего круга и в парах (с Никулеску), и в одиночном разряде, что позволило ей вернуться в число ста сильнейших в одиночном рейтинге. В профессиональной летней лиге World TeamTennis она выступала за команду «Springfield Lasers», дошедшую до финала турнира, и была признана самым ценным игроком лиги. За сборную она провела только один матч, в финале Кубка Федерации, где её и Хубер победили Роберта Винчи и Сара Эррани в матче, закончившемся «сухой» победой сборной Италии.

### 2010—2011 (два титула Большого шлема в парах)
2010 год стал для Кинг временем новых достижений. За первую половину года она шесть раз доходила до финала турниров в женских парах и трижды добивалась победы, в том числе выиграв свой первый турнир Большого шлема. Это случилось на Уимблдонском турнире, где её партнёршей была Ярослава Шведова, недавняя финалистка Открытого чемпионата Франции в миксте. По ходу турнира они добились победы над четырьмя посеянными парами, последовательно победив посеянных четырнадцатыми, третьими, шестыми и пятыми соперниц, а в финале взяв верх над другой несеяной парой, Елена Веснина—Вера Звонарёва. Победа на Уимблдоне позволила Кинг войти в число 20 лучших теннисисток мира в парном разряде, совершив скачок на одиннадцать мест вверх в рейтинге.
| Стадия  | Соперницы (посев)                    | Счёт        |
| 1 раунд | Альберта Брианти Александра Дулгеру  | 6-1 6-2     |
| 2 раунд | Моника Никулеску Шахар Пеер (14)     | 6-0 3-6 6-2 |
| 3 раунд | Надежда Петрова Саманта Стосур (3)   | 6-4 6-4     |
| 1/4     | Квета Пешке Катарина Среботник (6)   | 3-6 7-5 6-3 |
| 1/2     | Бетани Маттек-Сандс Лизель Хубер (5) | 6-4 6-4     |
| Финал   | Елена Веснина Вера Звонарёва         | 7-6(6) 6-2  |

Спустя три месяца Кинг и Шведова выиграли свой второй турнир Большого шлема, на этот раз Открытый чемпионат США. В конце года Кинг и Шведова сыграли в итоговом чемпионате WTA-тура, но в полуфинале уступили Хиселе Дулко и Флавии Пеннетте.
| Стадия  | Соперницы (посев)                              | Счёт              |
| 1 раунд | Елена Костанич-Тошич Ромина Опранди            | 6-3 6-0           |
| 2 раунд | Ярмила Грот Клара Закопалова                   | 7-5 4-6 6-2       |
| 3 раунд | Ивета Бенешова Барбора Заглавова-Стрыцова (12) | 7-6(9) 3-6 7-6(9) |
| 1/4     | Хисела Дулко Флавия Пеннетта (1)               | 6-3 6-3           |
| 1/2     | Кара Блэк Анастасия Родионова (9)              | 6-3 4-6 6-4       |
| Финал   | Надежда Петрова Лизель Хубер (2)               | 2-6 6-4 7-6(4)    |

В 2011 году Кинг продолжала выступать со Шведовой. За год американско-казахская пара шесть раз играла в финалах, в том числе второй год подряд на Открытом чемпионате США, где, однако, на сей раз уступила ветеранам Лизе Реймонд и Лизель Хубер. Из остальных пяти финалов Кинг и Шведова выиграли два — в Цинциннати и Москве, — а также дошли до полуфинала на Открытом чемпионате Франции, после чего Кинг поднялась в рейтинге до высшей в своей карьере третьей строчки. В конце сезона они со Шведовой второй раз подряд приняли участие в итоговом чемпионате WTA-тура, где в полуфинале их обыграли Квета Пешке и Катарина Среботник.

### 2012—2015
По сравнению с 2010 и 2011 годами сезон 2012 года для Кинг был шагом назад. Хотя она трижды играла в финалах турниров WTA, ей не удалось завоевать ни одного титула. В турнирах Большого шлема ей удалось подняться лишь до четвертьфинала Открытых чемпионатов Австралии и Франции в паре со Шведовой. В одиночном разряде её лучшим результатом был выход в полуфинал турнира WTA в Вашингтоне, где она была посеяна четвёртой. В 2013 году Кинг вышла в Гуанчжоу во второй за карьеру финал турнира WTA в одиночном разряде, закончив год в пятый раз подряд в сотне сильнейших. В парах, однако, сезон выдался ещё более разочаровывающим, чем предыдущий: Кинг только один раз поучаствовала в финале турнира WTA (также в Гуанчжоу) и выиграла один турнир ITF — уровень, на котором она не играла уже несколько лет. Этого оказалось недостаточно, чтобы сохранить место в Top-50 парного рейтинга, и Кинг закончила сезон на 51-м месте.
Спад продолжился и в 2014 году. В одиночном разряде лучшими результатами Кинг в турнирах WTA были выходы в полуфинал в Шэньчжэне (в начале января) и Боготе (в апреле), в турнирах Большого шлема она не проходила дальше второго круга и в итоге впервые за шесть лет закончила сезон за пределами первой сотни в рейтинге. Парный сезон включал один проигранный финал в Боготе (где с Кинг играла Шанель Схеперс и выход в третий круг Открытого чемпионата США, что позволило Кинг сохранить свои позиции в числе ста сильнейших теннисисток мира в парном разряде. Тем не менее она оказалась в этом рейтинге только на 77-м месте — её худший результат после дебюта в 2005 году. Неудачные выступления в середине года были связаны с многочисленными травмами, и в итоге Кинг завершила сезон уже после Открытого чемпионата США. Большую часть следующего сезона у Кинг заняло восстановление после операции межпозвоночной грыжи. Проведя 8 месяцев в тренировочном лагере USTA во Флориде, она вернулась на корт в августе 2015 года и остаток сезона в основном выступала в турнирах цикла ITF, завоевав один титул в парном разряде.

### 2016—2021
Кинг развила успех в 2016 году. В парном разряде она выиграла уже первый турнир WTA в сезоне — Открытый чемпионат Шэньчжэня, где с ней выступала Моника Никулеску, а на Открытом чемпионате Австралии повторила успех четырёхлетней давности, дойдя до четвертьфинала. На премьер-турнире в Мадриде несеяные Кинг и Алла Кудрявцева нанесли поражения двум сеяным парам прежде, чем уступить возглавляющей рейтинг паре Мартина Хингис/Саня Мирза, а в июне дошли до финала в Бирмингеме — второго за сезон для Кинг — после победы над первой сеяной парой. В июле в Бухаресте Кинг пробилась в полуфинал в одиночном разряде после побед над двумя соперницами из Top-100, проиграв лишь пятой ракетке мира и хозяйке соревнований Симоне Халеп, а менее чем через месяц в Наньчане (КНР), где была посеяна под шестым номером, впервые с 2013 года и в третий раз за карьеру дошла до финала турнира WTA в одиночном разряде. Выиграть ей, однако не удалось — титул завоевала несеяная китаянка Дуань Инъин.
После Открытого чемпионата США Кинг почти не играла, но тем не менее впервые с 2013 года окончила сезон в числе ста лучших теннисисток мира как в одиночном, так и в парном разряде. Сыграв в начале 2017 года только 5 турниров, она перенесла в апреле операцию на щиколотке. После этого она не возвращалась на корт до конца года.
В январе 2018 год Кинг с ещё одной американкой, Дженнифер Брейди, дошли до четвертьфинала Открытого чемпионата Австралии, переиграв третью и 13-ю пары турнира (Эшли Барти-Кейси Деллакква и Квета Пешке-Николь Мелихар), а в следующем месяце — до финала турнира категории WTA 125K в Индиан-Уэлсе. После этого Кинг в основном играла в паре с Катариной Среботник, но их лучшим результатом стал лишь третий круг на Уимблдоне. Тем не менее Кинг закончила сезон в Top-50 женского парного рейтинга.
Три из четырёх своих первых встреч в 2019 году американка проиграла, после чего не выступала бо́льшую часть года из-за травмы щиколотки. Вернувшись на корт, Кинг в августе выиграла турнир ITF в Ландисвилле (Пенсильвания), а затем в паре с Кэролайн Доулхайд пробилась в полуфинал Открытого чемпионата США. Этот результат позволил ей завершить укороченный сезон в сотне сильнейших. Следующий сезон оказался укорочен уже для всех игроков тура в связи с пандемией COVID-19, и было принято решение о сохранении рейтинговых очков, набранных за прошлый год. В итоге, хотя Кинг сыграла за год лишь в трёх турнирах, нигде не выиграв больше одного матча, она осталась в первой сотне рейтинга.
2021 год Кинг начала с победы в турнире ITF с призовым фондом 25 тысяч долларов в Ньюпорт-Биче (Калифорния), где с ней играла Меган Манассе. После этого она сыграла ещё в трёх турнирах WTA и 6 апреля, в возрасте 32 лет, завершила игровую карьеру.

## Итоговое место в рейтинге WTA по годам
| Год  | Одиночный рейтинг | Парный рейтинг |
| 2021 |                   | 337            |
| 2020 |                   | 84             |
| 2019 |                   | 80             |
| 2018 | 380               | 36             |
| 2017 | 487               | 92             |
| 2016 | 79                | 23             |
| 2015 | 466               | 275            |
| 2014 | 112               | 77             |
| 2013 | 84                | 51             |
| 2012 | 70                | 22             |
| 2011 | 76                | 6              |
| 2010 | 86                | 4              |
| 2009 | 79                | 32             |
| 2008 | 129               | 34             |
| 2007 | 107               | 27             |
| 2006 | 50                | 59             |
| 2005 | 202               | 357            |
| 2005 | 825               | 636            |

## Выступления на турнирах

### Финалы турнировWTAв одиночном разряде (3)

#### Победы (1)
| Легенда: До 2009 года         | Легенда: С 2009 года  |
| ----------------------------- | --------------------- |
| Турниры Большого шлема (0+2)* |                       |
| Олимпиада (0)                 |                       |
| Итоговый турнир WTA (0)       |                       |
| 1-я категория (0+1)           | Premier Mandatory (0) |
| 2-я категория (0)             | Premier 5 (0+1)       |
| 3-я категория (1+4)           | Premier (0+1)         |
| 4-я категория (0+1)           | International (0+5)   |
| 5-я категория (0)             | International (0+5)   |

| Титулы по покрытиям | Титулы по месту проведения матчей турнира |
| ------------------- | ----------------------------------------- |
| Хард (1+12)*        | Зал (0+5)                                 |
| Грунт (0+2)         | Зал (0+5)                                 |
| Трава (0+1)         | Открытый воздух (1+10)                    |
| Ковёр (0)           | Открытый воздух (1+10)                    |

* количество побед в одиночном разряде + количество побед в парном разряде.
| №  | Дата            | Турнир           | Покрытие | Соперница в финале | Счёт        |
| 1. | 15 октября 2006 | Бангкок, Таиланд | Хард     | Тамарин Танасугарн | 2-6 6-4 6-4 |

#### Поражения (2)
| №  | Дата             | Турнир          | Покрытие | Соперница в финале | Счёт        |
| 1. | 21 сентября 2013 | Гуанчжоу, Китай | Хард     | Чжан Шуай          | 6-7(1) 1-6  |
| 2. | 7 августа 2016   | Наньчан, Китай  | Хард     | Дуань Инъин        | 6-1 4-6 2-6 |

### Финалы турнировWTA 125иITFв одиночном разряде (2)

#### Поражения (2)
| Легенда:                    |
| --------------------------- |
| WTA 125 (0)*                |
| 100.000 USD (0+2)           |
| 80.000 (75.000)** USD (0)   |
| 60.000 (50.000)** USD (0+3) |
| 25.000 USD (0+1)            |
| 15.000 (10.000)** USD (0+1) |

** призовой фонд до 2017 года
| Титулы по покрытиям | Титулы по месту проведения матчей турнира |
| ------------------- | ----------------------------------------- |
| Хард (0+5)*         | Зал (0)                                   |
| Грунт (0+2)         | Зал (0)                                   |
| Трава (0)           | Открытый воздух (0+7)                     |
| Ковёр (0)           | Открытый воздух (0+7)                     |

* количество побед в одиночном разряде + количество побед в парном разряде.
| №  | Дата            | Турнир              | Покрытие | Соперница в финале | Счёт        |
| 1. | 20 ноября 2005  | Тусон, США          | Хард     | Юлиана Федак       | 5-7 0-6     |
| 2. | 28 февраля 2016 | Ранчо-Санта-Фе, США | Хард     | Чжан Шуай          | 6-1 5-7 4-6 |

### Финалы турниров Большого шлема в парном разряде (3)

#### Победы (2)
| №  | Год  | Турнир                 | Покрытие | Партнёрша        | Соперницы в финале           | Счёт           |
| 1. | 2010 | Уимблдон               | Трава    | Ярослава Шведова | Елена Веснина Вера Звонарёва | 7-6(6) 6-2     |
| 2. | 2010 | Открытый чемпионат США | Хард     | Ярослава Шведова | Надежда Петрова Лизель Хубер | 2-6 6-4 7-6(4) |

#### Поражения (1)
| №  | Год  | Турнир                 | Покрытие | Партнёрша        | Соперницы в финале        | Счёт              |
| 1. | 2011 | Открытый чемпионат США | Хард     | Ярослава Шведова | Лиза Реймонд Лизель Хубер | 6-4 6-7(5) 6-7(3) |

### Финалы турнировWTAв парном разряде (33)

#### Победы (15)
| №   | Дата             | Турнир                 | Покрытие   | Партнёрша                  | Соперницы в финале                      | Счёт           |
| 1.  | 8 октября 2006   | Токио, Япония          | Хард       | Елена Костанич-Тошич       | Чжань Юнжань Чжуан Цзяжун               | 7-6(2) 5-7 6-2 |
| 2.  | 15 октября 2006  | Бангкок, Таиланд       | Хард       | Елена Костанич-Тошич       | Натали Грандин Мариана Диас Олива       | 7-5 2-6 7-5    |
| 3.  | 14 мая 2007      | Фес, Марокко           | Грунт      | Саня Мирза                 | Анастасия Родионова Андрея Эхритт-Ванк  | 6-1 6-2        |
| 4.  | 23 сентября 2007 | Калькутта, Индия       | Хард (зал) | Алла Кудрявцева            | Альберта Брианти Мария Корытцева        | 6-1 6-4        |
| 5.  | 21 сентября 2008 | Токио, Япония          | Хард       | Надежда Петрова            | Лиза Реймонд Саманта Стосур             | 6-1 6-4        |
| 6.  | 2 ноября 2008    | Квебек, Канада         | Хард (зал) | Анна-Лена Грёнефельд       | Джилл Крейбас Тамарин Танасугарн        | 7-6(3) 6-4     |
| 7.  | 11 января 2009   | Брисбен, Австралия     | Хард       | Анна-Лена Грёнефельд       | Алиция Росольская Клаудия Янс           | 3-6 7-5 [10-5] |
| 8.  | 14 сентября 2009 | Квебек, Канада (2)     | Хард (зал) | Барбора Заглавова-Стрыцова | София Арвидссон Северин Бремон-Бельтрам | 6-1 6-3        |
| 9.  | 14 февраля 2010  | Мемфис, США            | Хард (зал) | Михаэлла Крайчек           | Бетани Маттек-Сэндс Меган Шонесси       | 7-5 6-2        |
| 10. | 22 мая 2010      | Страсбург, Франция     | Грунт      | Ализе Корне                | Алла Кудрявцева Анастасия Родионова     | 3-6 6-4 [10-7] |
| 11. | 21 июня 2010     | Уимблдон               | Трава      | Ярослава Шведова           | Елена Веснина Вера Звонарёва            | 7-6(6) 6-2     |
| 12. | 13 сентября 2010 | Открытый чемпионат США | Хард       | Ярослава Шведова           | Надежда Петрова Лизель Хубер            | 2-6 6-4 7-6(4) |
| 13. | 21 августа 2011  | Цинциннати, США        | Хард       | Ярослава Шведова           | Натали Грандин Владимира Углиржова      | 6-4 3-6 [11-9] |
| 14. | 22 октября 2011  | Москва, Россия         | Хард (зал) | Ярослава Шведова           | Галина Воскобоева Анастасия Родионова   | 7-6(3) 6-3     |
| 15. | 9 января 2016    | Шэньчжэнь, Китай       | Хард       | Моника Никулеску           | Сюй Ифань Чжэн Сайсай                   | 6-1 6-4        |

#### Поражения (18)
| №   | Дата             | Турнир                    | Покрытие   | Партнёрша            | Соперницы в финале                        | Счёт              |
| 1.  | 25 сентября 2006 | Гуанчжоу, Китай           | Хард       | Елена Костанич       | Ли Тин Сунь Тяньтянь                      | 4-6 6-2 5-7       |
| 2.  | 4 февраля 2007   | Токио, Япония             | Хард (зал) | Ренне Стаббс         | Лиза Реймонд Саманта Стосур               | 6-7(6) 6-3 5-7    |
| 3.  | 24 сентября 2007 | Гуанчжоу, Китай (2)       | Хард       | Сунь Тяньтянь        | Пэн Шуай Янь Цзы                          | 3-6 4-6           |
| 4.  | 7 октября 2007   | Открытый чемпионат Японии | Хард       | Чжуан Цзяжун         | Сунь Тяньтянь Янь Цзы                     | 6-1 2-6 [6-10]    |
| 5.  | 4 февраля 2008   | Паттайя, Таиланд          | Хард       | Се Шувэй             | Чжань Юнжань Чжуан Цзяжун                 | 4-6 3-6           |
| 6.  | 1 марта 2010     | Монтеррей, Мексика        | Хард       | Анна-Лена Грёнефельд | Ивета Бенешова Барбора Заглавова-Стрыцова | 6-3 4-6 [8-10]    |
| 7.  | 12 апреля 2010   | Чарлстон, США             | Грунт      | Михаэлла Крайчек     | Надежда Петрова Лизель Хубер              | 3-6 4-6           |
| 8.  | 13 июня 2010     | Хертогенбос, Нидерланды   | Трава      | Ярослава Шведова     | Алла Кудрявцева Анастасия Родионова       | 6-3 3-6 [6-10]    |
| 9.  | 6 марта 2011     | Монтеррей, Мексика (2)    | Хард       | Анна-Лена Грёнефельд | Ивета Бенешова Барбора Заглавова-Стрыцова | 7-6(8) 2-6 [6-10] |
| 10. | 15 мая 2011      | Рим, Италия               | Грунт      | Ярослава Шведова     | Пэн Шуай Чжэн Цзе                         | 2-6 3-6           |
| 11. | 11 сентября 2011 | Открытый чемпионат США    | Хард       | Ярослава Шведова     | Лиза Реймонд Лизель Хубер                 | 6-4 6-7(5) 6-7(3) |
| 12. | 16 октября 2011  | Осака, Япония             | Хард       | Ярослава Шведова     | Кимико Датэ-Крумм Чжан Шуай               | 5-7 6-3 [9-11]    |
| 13. | 15 июля 2012     | Станфорд, США             | Хард       | Ярмила Гайдошова     | Хезер Уотсон Марина Эракович              | 5-7 6-7(7)        |
| 14. | 22 июля 2012     | Карлсбад, США             | Хард       | Надежда Петрова      | Ракель Копс-Джонс Абигейл Спирс           | 2-6 4-6           |
| 15. | 23 сентября 2012 | Сеул, Южная Корея         | Хард       | Акгуль Аманмурадова  | Ракель Копс-Джонс Абигейл Спирс           | 6-2 2-6 [8-10]    |
| 16. | 21 сентября 2013 | Гуанчжоу, Китай (3)       | Хард       | Галина Воскобоева    | Пэн Шуай Се Шувэй                         | 3-6 6-4 [10-12]   |
| 17. | 12 апреля 2014   | Богота, Колумбия          | Грунт      | Шанель Схеперс       | Лара Арруабаррена Каролин Гарсия          | 6-7(5) 4-6        |
| 18. | 19 июня 2016     | Бирмингем, Великобритания | Трава      | Алла Кудрявцева      | Каролина Плишкова Барбора Стрыцова        | 3-6 6-7(1)        |

### Финалы турнировWTA 125иITFв парном разряде (9)

#### Победы (7)
| №  | Дата            | Турнир                | Покрытие | Партнёрша            | Соперницы в финале                | Счёт           |
| 1. | 20 июня 2004    | Форт-Уэрт, США        | Грунт    | Энн Мол              | Неха Уберой Шиха Уберой           | 2-6 6-3 7-6(5) |
| 2. | 29 августа 2009 | Бронкс, США           | Хард     | Анна-Лена Грёнефельд | Жюли Куэн Мари-Эв Пеллетье        | 6-0 6-3        |
| 3. | 12 мая 2013     | Кань-сюр-Мер, Франция | Грунт    | Аранча Рус           | Каталина Кастаньо Тельяна Перейра | 4-6 7-5 [10-8] |
| 4. | 9 ноября 2015   | Уэйко, США            | Хард     | Николь Гиббс         | Юлия Глушко Ребекка Петерсон      | 6-4 6-4        |
| 5. | 2 февраля 2018  | Берни, Австралия      | Хард     | Лора Робсон          | Момоко Кобори Тихиро Мурамацу     | 7-6(3) 6-1     |
| 6. | 11 августа 2019 | Лендисвиль, США       | Хард     | Клер Лю              | Хейли Картер Джейми Лёб           | 4-6 6-2 [10-5] |
| 7. | 7 марта 2021    | Ньюпорт-Бич, США      | Хард     | Меган Манассе        | Эмина Бектас Тара Мур             | 6-4 6-2        |

#### Поражения (2)
| №  | Дата         | Турнир           | Покрытие | Партнёрша        | Соперницы в финале             | Счёт    |
| 1. | 25 июля 2004 | Эвансвилл, США   | Хард     | Хейди Эль Табах  | Алеке Цубанос Келли Шмандт     | 4-6 4-6 |
| 2. | 3 марта 2018 | Индиан-Уэлс, США | Хард     | Дженнифер Брейди | Янина Викмайер Тейлор Таунсенд | 4-6 4-6 |

### Финалы турниров Большого шлема в миксте (1)

#### Поражение (1)
| №  | Год  | Турнир                     | Покрытие | Партнёр      | Соперники в финале      | Счёт              |
| 1. | 2009 | Открытый чемпионат Франции | Грунт    | Марсело Мело | Лизель Хубер Боб Брайан | 7-5 6-7(5) [7-10] |

### Финалы командных турниров (1)

#### Поражения (1)
| №  | Год  | Турнир          | Команда                   | Соперник в финале                     | Счёт |
| 1. | 2009 | Кубок Федерации | США Глатч,Уден,Хубер,Кинг | Италия Пеннетта,Скьявоне,Винчи,Эррани | 0-4  |

## История выступлений на турнирах
| Турнир                       | 2004  | 2005  | 2006  | 2007  | 2008  | 2009  | 2010  | 2011  | 2012  | 2013  | 2014  | 2015  | 2016  | 2017  | 2018  | Итог   | В/П за карьеру |
| ---------------------------- | ----- | ----- | ----- | ----- | ----- | ----- | ----- | ----- | ----- | ----- | ----- | ----- | ----- | ----- | ----- | ------ | -------------- |
| Турниры Большого шлема       |       |       |       |       |       |       |       |       |       |       |       |       |       |       |       |        |                |
| Открытый чемпионат Австралии | -     | -     | К     | 1Р    | 1Р    | К     | 2Р    | 2Р    | 3Р    | 1Р    | 1Р    | -     | 2Р    | 1Р    | -     | 0 / 12 | 9-12           |
| Открытый чемпионат Франции   | -     | -     | 1Р    | 1Р    | 2Р    | К     | 1Р    | 3Р    | 2Р    | 2Р    | 1Р    | -     | К     | -     | 1Р    | 0 / 11 | 10-11          |
| Уимблдонский турнир          | -     | -     | 2Р    | 1Р    | 1Р    | 2Р    | 1Р    | 1Р    | 1Р    | 1Р    | 1Р    | -     | К     | -     | -     | 0 / 10 | 6-11           |
| Открытый чемпионат США       | К     | 2Р    | 2Р    | 1Р    | 1Р    | 3Р    | 2Р    | 3Р    | 1Р    | 1Р    | 2Р    | 1Р    | 2Р    | -     | 2Р    | 0 / 14 | 13-14          |
| Итог                         | 0 / 0 | 0 / 1 | 0 / 3 | 0 / 4 | 0 / 4 | 0 / 2 | 0 / 4 | 0 / 4 | 0 / 4 | 0 / 4 | 0 / 4 | 0 / 1 | 0 / 2 | 0 / 1 | 0 / 2 | 0 / 40 |                |
| В/П в сезоне                 | 0-0   | 1-1   | 2-3   | 0-4   | 1-4   | 3-2   | 2-4   | 5-4   | 3-4   | 1-4   | 1-4   | 0-1   | 2-2   | 0-1   | 1-2   |        | 22-40          |

К — проигрыш в квалификационном турнире.
| Турнир                                | 2005           | 2006           | 2007           | 2008           | 2009          | 2010          | 2011          | 2012          | 2013          | 2014                                | 2015                                | 2016                                | 2017                                | 2018                                | 2019                                | 2020                                | 2021                                | Итог   | В/П за карьеру |
| ------------------------------------- | -------------- | -------------- | -------------- | -------------- | ------------- | ------------- | ------------- | ------------- | ------------- | ----------------------------------- | ----------------------------------- | ----------------------------------- | ----------------------------------- | ----------------------------------- | ----------------------------------- | ----------------------------------- | ----------------------------------- | ------ | -------------- |
| Турниры Большого шлема                |                |                |                |                |               |               |               |               |               |                                     |                                     |                                     |                                     |                                     |                                     |                                     |                                     |        |                |
| Открытый чемпионат Австралии          | -              | -              | 2Р             | 1Р             | 1Р            | 2Р            | 1Р            | 1/4           | 1Р            | 2Р                                  | -                                   | 1/4                                 | 3Р                                  | 1/4                                 | 1Р                                  | 1Р                                  | -                                   | 0 / 13 | 14-13          |
| Открытый чемпионат Франции            | -              | 1Р             | 1Р             | 1Р             | 3Р            | 2Р            | 1/2           | 1/4           | 3Р            | 1Р                                  | -                                   | 1Р                                  | -                                   | 3Р                                  | -                                   | -                                   | -                                   | 0 / 11 | 14-11          |
| Уимблдонский турнир                   | -              | 1Р             | 1Р             | 3Р             | 1/4           | П             | 2Р            | 1Р            | 3Р            | 1Р                                  | -                                   | 2Р                                  | -                                   | 3Р                                  | -                                   | НП                                  | -                                   | 1 / 11 | 17-10          |
| Открытый чемпионат США                | 1Р             | 2Р             | 3Р             | 1Р             | 3Р            | П             | Ф             | 3Р            | 2Р            | 3Р                                  | 2Р                                  | 3Р                                  | -                                   | 1Р                                  | 1/2                                 | -                                   | -                                   | 1 / 14 | 28-13          |
| Итог                                  | 0 / 1          | 0 / 3          | 0 / 4          | 0 / 4          | 0 / 4         | 2 / 4         | 0 / 4         | 0 / 4         | 0 / 4         | 0 / 4                               | 0 / 1                               | 0 / 4                               | 0 / 1                               | 0 / 4                               | 0 / 2                               | 0 / 1                               | 0 / 0                               | 2 / 49 |                |
| В/П в сезоне                          | 0-1            | 1-3            | 3-4            | 2-4            | 7-4           | 14-2          | 10-4          | 8-4           | 5-4           | 3-4                                 | 1-1                                 | 6-4                                 | 2-1                                 | 7-4                                 | 4-2                                 | 0-1                                 | 0-0                                 |        | 73-47          |
| Итоговые турниры                      |                |                |                |                |               |               |               |               |               |                                     |                                     |                                     |                                     |                                     |                                     |                                     |                                     |        |                |
| Итоговый турнир WTA                   | -              | -              | -              | -              | -             | 1/2           | 1/2           | -             | -             | -                                   | -                                   | -                                   | -                                   | -                                   | -                                   | НП                                  | -                                   | 0 / 2  | 0-2            |
| Турниры WTA Premier Mandatory         |                |                |                |                |               |               |               |               |               |                                     |                                     |                                     |                                     |                                     |                                     |                                     |                                     |        |                |
| Индиан-Уэлс                           | -              | -              | 1/4            | 1Р             | 1Р            | -             | 1/4           | 2Р            | 1Р            | 1Р                                  | -                                   | 1/4                                 | 2Р                                  | 1/4                                 | -                                   | НП                                  | -                                   | 0 / 10 | 10-9           |
| Майами                                | -              | -              | 2Р             | 1Р             | 1Р            | 1/4           | 1Р            | 1/2           | 1Р            | 2Р                                  | -                                   | 1/4                                 | 1/4                                 | 2Р                                  | -                                   | НП                                  | 1Р                                  | 0 / 12 | 12-12          |
| Мадрид                                | Не проводился  | Не проводился  | Не проводился  | Не проводился  | 2Р            | 1/4           | 1/2           | 1Р            | -             | 1/4                                 | -                                   | 1/2                                 | -                                   | -                                   | -                                   | НП                                  | -                                   | 0 / 6  | 9-5            |
| Пекин                                 | Не 1 категория | Не 1 категория | Не 1 категория | Не 1 категория | 1Р            | 1/2           | 1/2           | 2Р            | 2Р            | -                                   | -                                   | 2Р                                  | -                                   | -                                   | 1Р                                  | Не проводился                       | Не проводился                       | 0 / 7  | 5-7            |
| Турниры WTA Premier 5                 |                |                |                |                |               |               |               |               |               |                                     |                                     |                                     |                                     |                                     |                                     |                                     |                                     |        |                |
| Рим                                   | -              | -              | -              | -              | -             | -             | Ф             | 2Р            | -             | 1Р                                  | -                                   | 1Р                                  | -                                   | 1/4                                 | -                                   | -                                   | -                                   | 0 / 5  | 6-5            |
| Цинциннати                            | Не 1 категория | Не 1 категория | Не 1 категория | Не 1 категория | -             | 2Р            | П             | -             | 2Р            | -                                   | -                                   | 1/4                                 | -                                   | 1Р                                  | -                                   | -                                   | -                                   | 1 / 5  | 8-4            |
| Монреаль / Торонто                    | -              | -              | -              | -              | 2Р            | 1Р            | 2Р            | -             | 1Р            | -                                   | -                                   | -                                   | -                                   | -                                   | -                                   | НП                                  | -                                   | 0 / 4  | 1-4            |
| Ухань                                 | Не проводился  | Не проводился  | Не проводился  | Не проводился  | Не проводился | Не проводился | Не проводился | Не проводился | Не проводился | -                                   | -                                   | -                                   | -                                   | 2Р                                  | 2Р                                  | Не проводился                       | Не проводился                       | 0 / 2  | 2-1            |
| Прочие бывшие турниры 1 категории WTA |                |                |                |                |               |               |               |               |               |                                     |                                     |                                     |                                     |                                     |                                     |                                     |                                     |        |                |
| Чарлстон                              | -              | -              | 2Р             | 2Р             | Не PM и не P5 | Не PM и не P5 | Не PM и не P5 | Не PM и не P5 | Не PM и не P5 | Не PM и не P5                       | Не PM и не P5                       | Не PM и не P5                       | Не PM и не P5                       | Не PM и не P5                       | Не PM и не P5                       | Не PM и не P5                       | Не PM и не P5                       | 0 / 2  | 2-2            |
| Сан-Диего                             | -              | 2Р             | 1/4            | НП             | НП            | NM5           | NM5           | NM5           | NM5           | NM5                                 | NM5                                 | NM5                                 | NM5                                 | NM5                                 | NM5                                 | NM5                                 | NM5                                 | 0 / 2  | 3-2            |
| Токио                                 | -              | -              | Ф              | П              | 1Р            | 1Р            | 1/2           | 1Р            | -             | Не турнир старшей премьер-категории | Не турнир старшей премьер-категории | Не турнир старшей премьер-категории | Не турнир старшей премьер-категории | Не турнир старшей премьер-категории | Не турнир старшей премьер-категории | Не турнир старшей премьер-категории | Не турнир старшей премьер-категории | 1 / 6  | 9-5            |
| Статистика за карьеру                 |                |                |                |                |               |               |               |               |               |                                     |                                     |                                     |                                     |                                     |                                     |                                     |                                     |        |                |
| Проведено финалов                     | 0              | 3              | 5              | 3              | 2             | 7             | 6             | 0             | 1             | 1                                   | 0                                   | 2                                   | 0                                   | 0                                   | 0                                   | 0                                   | 0                                   |        | 33             |
| Выиграно турниров                     | 0              | 2              | 2              | 2              | 2             | 4             | 2             | 0             | 0             | 0                                   | 0                                   | 1                                   | 0                                   | 0                                   | 0                                   | 0                                   | 0                                   |        | 15             |
| В/П: всего                            | 6-8            | 18-12          | 32-17          | 24-21          | 27-18         | 41-17         | 38-18         | 20-13         | 18-16         | 11-11                               | 6-5                                 | 25-13                               | 7-4                                 | 22-14                               | 11-7                                | 2-3                                 | 5-3                                 |        | 324-204        |

| Турнир                       | 2004  | 2006  | 2007  | 2008  | 2009  | 2010  | 2011  | 2013  | 2014  | 2017  | 2018  | Итог   | В/П за карьеру |
| ---------------------------- | ----- | ----- | ----- | ----- | ----- | ----- | ----- | ----- | ----- | ----- | ----- | ------ | -------------- |
| Турниры Большого шлема       |       |       |       |       |       |       |       |       |       |       |       |        |                |
| Открытый чемпионат Австралии | -     | -     | -     | 1Р    | -     | -     | 1Р    | 1Р    | -     | 1Р    | 2Р    | 0 / 5  | 1-5            |
| Открытый чемпионат Франции   | -     | -     | 1Р    | -     | Ф     | 1/2   | 1Р    | -     | -     | -     | 2Р    | 0 / 5  | 8-5            |
| Уимблдонский турнир          | -     | -     | 2Р    | 1Р    | 1Р    | 1Р    | 1Р    | -     | 2Р    | -     | 1Р    | 0 / 7  | 2-7            |
| Открытый чемпионат США       | 1Р    | 1/4   | 2Р    | -     | 1Р    | 1Р    | 1Р    | -     | -     | -     | 1Р    | 0 / 7  | 3-7            |
| Итог                         | 0 / 1 | 0 / 1 | 0 / 3 | 0 / 2 | 1 / 3 | 0 / 3 | 0 / 4 | 0 / 1 | 0 / 1 | 0 / 1 | 0 / 4 | 0 / 24 |                |
| В/П в сезоне                 | 0-1   | 2-1   | 2-3   | 0-2   | 4-3   | 3-3   | 0-4   | 0-1   | 1-1   | 0-1   | 2-4   |        | 14-24          |